# 대한민국의 우체국 목록
다음은 대한민국에 현존하고 있는 우체국 목록이다. 우정사업본부를 최상위 기관으로 두고 있으며 그 밑으로는 9개의 우정청이 있고, 그 밑으로 지방우체국이 있다.

## 중앙 기관
| 기관명           | 주소                                   | 관할 구역 |
| ---------------- | -------------------------------------- | --------- |
| 우정사업본부     | 세종특별자치시 도움5로 19              | 전국      |
| 우정공무원교육원 | 충청남도 천안시 동남구 양지말1길 11-14 | 전국      |
| 우정사업정보센터 | 전라남도 나주시 정보화길 1             | 전국      |
| 우정사업조달센터 | 경상북도 김천시 혁신로 274             | 전국      |

## 우정청
| 우정청         | 주소                                   | 관할 구역                                   |
| -------------- | -------------------------------------- | ------------------------------------------- |
| 서울지방우정청 | 서울특별시 종로구 종로 6               | 서울특별시                                  |
| 경인지방우정청 | 경기도 수원시 권선구 호매실로 22-55    | 경기도 인천광역시                           |
| 충청지방우정청 | 대전광역시 서구 둔산로 111             | 대전광역시 세종특별자치시 충청남도 충청북도 |
| 전남지방우정청 | 광주광역시 서구 계수로 41              | 광주광역시 전라남도                         |
| 전북지방우정청 | 전북특별자치도 전주시 완산구 서원로 99 | 전북특별자치도                              |
| 부산지방우정청 | 부산광역시 연제구 법원북로 33          | 부산광역시 경상남도 울산광역시              |
| 경북지방우정청 | 대구광역시 동구 동촌로 1               | 대구광역시 경상북도                         |
| 강원지방우정청 | 강원특별자치도 원주시 서원대로 412     | 강원특별자치도                              |
| 제주지방우정청 | 제주특별자치도 제주시 청사로 59        | 제주특별자치도                              |

## 상임우체국

### 서울지방우정청
| 우체국         | 주소                                | 관할 구역                                           |
| -------------- | ----------------------------------- | --------------------------------------------------- |
| 광화문우체국   | 서울특별시 종로구 종로 6            | 서울특별시 종로구 전 지역                           |
| 서울중앙우체국 | 서울특별시 중구 소공로 70           | 서울특별시 중구 전 지역                             |
| 서울용산우체국 | 서울특별시 용산구 한강대로 118      | 서울특별시 용산구 전 지역                           |
| 서울광진우체국 | 서울특별시 광진구 강변역로 2        | 서울특별시 성동구 전 지역 서울특별시 광진구 전 지역 |
| 동대문우체국   | 서울특별시 동대문구 천호대로 4      | 서울특별시 동대문구 전 지역                         |
| 서울중랑우체국 | 서울특별시 중랑구 망우로 271        | 서울특별시 중랑구 전 지역                           |
| 서울성북우체국 | 서울특별시 성북구 동소문로 310      | 서울특별시 성북구 전 지역                           |
| 서울도봉우체국 | 서울특별시 도봉구 노해로 150        | 서울특별시 강북구 전 지역 서울특별시 도봉구 전 지역 |
| 서울노원우체국 | 서울특별시 노원구 중계로 123        | 서울특별시 노원구 전 지역                           |
| 서울은평우체국 | 서울특별시 은평구 진관2로 29-8      | 서울특별시 은평구 전 지역                           |
| 서대문우체국   | 서울특별시 서대문구 성산로20길 9    | 서울특별시 서대문구 전 지역                         |
| 서울마포우체국 | 서울특별시 마포구 마포대로 89       | 서울특별시 마포구 전 지역                           |
| 서울양천우체국 | 서울특별시 양천구 목동서로 117      | 서울특별시 양천구 전 지역                           |
| 서울강서우체국 | 서울특별시 강서구 강서로 448        | 서울특별시 강서구 전 지역                           |
| 서울구로우체국 | 서울특별시 구로구 금오로 931        | 서울특별시 구로구 전 지역 서울특별시 금천구 전 지역 |
| 여의도우체국   | 서울특별시 영등포구 여의대로 66     | 서울특별시 영등포구 전 지역                         |
| 서울동작우체국 | 서울특별시 동작구 여의대방로22길 77 | 서울특별시 동작구 전 지역                           |
| 서울관악우체국 | 서울특별시 관악구 남부순환로 1643   | 서울특별시 관악구 전 지역                           |
| 서울서초우체국 | 서울특별시 서초구 동산로 19         | 서울특별시 서초구 전 지역                           |
| 서울강남우체국 | 서울특별시 강남구 개포로 619        | 서울특별시 강남구 전 지역                           |
| 서울송파우체국 | 서울특별시 송파구 오금로 323        | 서울특별시 송파구 전 지역                           |
| 서울강동우체국 | 서울특별시 강동구 양재대로112길 57  | 서울특별시 강동구 전 지역                           |

### 경인지방우정청
| 우체국         | 주소                                     | 관할 구역                                                                                        |
| -------------- | ---------------------------------------- | ------------------------------------------------------------------------------------------------ |
| 수원우체국     | 경기도 수원시 장안구 천천로 94           | 경기도 수원시 장안구 전 지역 경기도 수원시 팔달구 전 지역                                        |
| 서수원우체국   | 경기도 수원시 권선구 호매실로 22-55      | 경기도 수원시 권선구 전 지역                                                                     |
| 동수원우체국   | 경기도 수원시 팔달구 인계로 143          | 경기도 수원시 영통구 전 지역                                                                     |
| 성남우체국     | 경기도 성남시 수정구 산성대로 301        | 경기도 성남시 수정구 전 지역 경기도 성남시 중원구 전 지역                                        |
| 성남분당우체국 | 경기도 성남시 분당구 황새울로 347        | 경기도 성남시 분당구 전 지역                                                                     |
| 의정부우체국   | 경기도 의정부시 추동로 88                | 경기도 의정부시 전 지역 경기도 양주시 남부                                                       |
| 안양우체국     | 경기도 안양시 동안구 평촌대로253번길 25  | 경기도 안양시 전 지역 경기도 과천시 전 지역                                                      |
| 부천우체국     | 경기도 부천시 소향로 103                 | 경기도 부천시 전 지역                                                                            |
| 광명우체국     | 경기도 광명시 범안로 1017                | 경기도 광명시 전 지역                                                                            |
| 평택우체국     | 경기도 평택시 중앙로 63                  | 경기도 평택시 전 지역                                                                            |
| 동두천우체국   | 경기도 동두천시 평화로 2518              | 경기도 동두천시 전 지역 경기도 양주시 북부                                                       |
| 안산우체국     | 경기도 안산시 단원구 중앙대로 815        | 경기도 안산시 전 지역                                                                            |
| 고양덕양우체국 | 경기도 고양시 덕양구 백양로 132          | 경기도 고양시 덕양구 전 지역                                                                     |
| 고양일산우체국 | 경기도 고양시 일산동구 중앙로 1293       | 경기도 고양시 일산동구 전 지역 경기도 고양시 일산서구 전 지역                                    |
| 구리우체국     | 경기도 구리시 건원대로34번길 34          | 경기도 구리시 전 지역                                                                            |
| 남양주우체국   | 경기도 남양주시 경춘로 1288              | 경기도 남양주시 전 지역                                                                          |
| 오산우체국     | 경기도 오산시 성호대로 85                | 경기도 오산시 전 지역                                                                            |
| 시흥우체국     | 경기도 시흥시 공단1대로 241              | 경기도 시흥시 전 지역                                                                            |
| 군포우체국     | 경기도 군포시 산본로 328                 | 경기도 군포시 전 지역 경기도 의왕시 전 지역                                                      |
| 하남우체국     | 경기도 하남시 신장로 165                 | 경기도 하남시 전 지역                                                                            |
| 용인우체국     | 경기도 용인시 처인구 중부대로1161번길 73 | 경기도 용인시 처인구 전 지역 경기도 용인시 기흥구 동부                                           |
| 용인수지우체국 | 경기도 용인시 수지구 문정로 3            | 경기도 용인시 기흥구 서부 경기도 용인시 수지구 전 지역                                           |
| 파주우체국     | 경기도 파주시 새꽃로 1                   | 경기도 파주시 전 지역                                                                            |
| 이천우체국     | 경기도 이천시 경충대로 2610              | 경기도 이천시 전 지역                                                                            |
| 안성우체국     | 경기도 안성시 아양로 12                  | 경기도 안성시 전 지역                                                                            |
| 김포우체국     | 경기도 김포시 김포한강11로 157           | 경기도 김포시 전 지역                                                                            |
| 화성우체국     | 경기도 화성시 향남읍 행정서로3길 53      | 경기도 화성시 서부                                                                               |
| 화성동탄우체국 | 경기도 화성시 노작로 240                 | 경기도 화성시 동부                                                                               |
| 경기광주우체국 | 경기도 광주시 행정타운로 49-10           | 경기도 광주시 전 지역                                                                            |
| 포천우체국     | 경기도 포천시 중앙로 159                 | 경기도 포천시 전 지역                                                                            |
| 여주우체국     | 경기도 여주시 세종로 100                 | 경기도 여주시 전 지역                                                                            |
| 연천우체국     | 경기도 연천군 연천읍 연천로 280          | 경기도 연천군 전 지역                                                                            |
| 가평우체국     | 경기도 가평군 가평읍 보납로 2            | 경기도 가평군 전 지역                                                                            |
| 양평우체국     | 경기도 양평군 양평읍 중앙로111번길 11    | 경기도 양평군 전 지역                                                                            |
| 인천우체국     | 인천광역시 연수구 함박뫼로 226           | 인천광역시 중구 전 지역 인천광역시 동구 전 지역 인천광역시 연수구 전 지역 인천광역시 옹진군 동부 |
| 남인천우체국   | 인천광역시 남동구 경인로 514             | 인천광역시 미추홀구 전 지역                                                                      |
| 인천남동우체국 | 인천광역시 남동구 논현로46번길 7         | 인천광역시 남동구 전 지역                                                                        |
| 부평우체국     | 인천광역시 부평구 길주로 415             | 인천광역시 부평구 전 지역                                                                        |
| 인천계양우체국 | 인천광역시 계양구 계산새로 76            | 인천광역시 계양구 전 지역                                                                        |
| 서인천우체국   | 인천광역시 서구 서곶로 318               | 인천광역시 서구 전 지역                                                                          |
| 강화우체국     | 인천광역시 강화군 강화읍 강화대로 384    | 인천광역시 강화군 전 지역                                                                        |
| 백령우체국     | 인천광역시 옹진군 백령면 백령로 270      | 인천광역시 옹진군 서부                                                                           |

### 충청지방우정청
| 우체국         | 주소                                | 관할 구역                                                     |
| -------------- | ----------------------------------- | ------------------------------------------------------------- |
| 대전우체국     | 대전광역시 동구 대전로 757          | 대전광역시 동구 전 지역                                       |
| 서대전우체국   | 대전광역시 중구 계룡로 914          | 대전광역시 중구 전 지역                                       |
| 대전둔산우체국 | 대전광역시 서구 둔산로 111          | 대전광역시 서구 전 지역                                       |
| 대전유성우체국 | 대전광역시 유성구 온천로 51         | 대전광역시 유성구 전 지역                                     |
| 대전대덕우체국 | 대전광역시 대덕구 문평동로 16       | 대전광역시 대덕구 전 지역                                     |
| 세종우체국     | 세종특별자치시 시청대로 180         | 세종특별자치시 전 지역                                        |
| 동천안우체국   | 충청남도 천안시 동남구 청수5로 10   | 충청남도 천안시 동남구 전 지역                                |
| 천안우체국     | 충청남도 천안시 서북구 서부대로 706 | 충청남도 천안시 서북구 전 지역                                |
| 공주우체국     | 충청남도 공주시 우체국길 15         | 충청남도 공주시 전 지역                                       |
| 보령우체국     | 충청남도 보령시 터미널길 29         | 충청남도 보령시 전 지역                                       |
| 아산우체국     | 충청남도 아산시 시민로 455          | 충청남도 아산시 전 지역                                       |
| 서산우체국     | 충청남도 서산시 율지16로 48         | 충청남도 서산시 전 지역                                       |
| 논산우체국     | 충청남도 논산시 중앙로480번길 33    | 충청남도 논산시 전 지역 충청남도 계룡시 전 지역               |
| 당진우체국     | 충청남도 당진시 당진중앙2로 158     | 충청남도 당진시 전 지역                                       |
| 금산우체국     | 충청남도 금산군 금산읍 인삼로 59    | 충청남도 금산군 전 지역                                       |
| 부여우체국     | 충청남도 부여군 부여읍 사비로 82    | 충청남도 부여군 전 지역                                       |
| 서천우체국     | 충청남도 서천군 서천읍 서천로 59    | 충청남도 서천군 전 지역                                       |
| 청양우체국     | 충청남도 청양군 청양읍 칠갑산로 249 | 충청남도 청양군 전 지역                                       |
| 홍성우체국     | 충청남도 홍성군 홍성읍 내포로 111   | 충청남도 홍성군 전 지역                                       |
| 예산우체국     | 충청남도 예산군 예산읍 예산로 194   | 충청남도 예산군 전 지역                                       |
| 태안우체국     | 충청남도 태안군 태안읍 독샘로 5     | 충청남도 태안군 전 지역                                       |
| 청주우체국     | 충청북도 청주시 청원구 1순환로 70   | 충청북도 청주시 상당구 전 지역 충청북도 청주시 청원구 전 지역 |
| 서청주우체국   | 충청북도 청주시 흥덕구 죽천로 109   | 충청북도 청주시 서원구 전 지역 충청북도 청주시 흥덕구 전 지역 |
| 충주우체국     | 충청북도 충주시 국원대로 20         | 충청북도 충주시 전 지역                                       |
| 제천우체국     | 충청북도 제천시 청전대로 72         | 충청북도 제천시 전 지역                                       |
| 보은우체국     | 충청북도 보은군 보은읍 삼산로5길 4  | 충청북도 보은군 전 지역                                       |
| 옥천우체국     | 충청북도 옥천군 옥천읍 중앙로 3     | 충청북도 옥천군 전 지역                                       |
| 영동우체국     | 충청북도 영동군 영동읍 난계로 1178  | 충청북도 영동군 전 지역                                       |
| 진천우체국     | 충청북도 진천군 진천읍 중앙서로 48  | 충청북도 진천군 전 지역                                       |
| 괴산우체국     | 충청북도 괴산군 괴산읍 읍내로6길 18 | 충청북도 증평군 전 지역 충청북도 괴산군 전 지역               |
| 음성우체국     | 충청북도 음성군 음성읍 중앙로 94    | 충청북도 음성군 전 지역                                       |
| 단양우체국     | 충청북도 단양군 단양읍 중앙1로 36   | 충청북도 단양군 전 지역                                       |

### 전남지방우정청
| 우체국         | 주소                                      | 관할 구역                                       |
| -------------- | ----------------------------------------- | ----------------------------------------------- |
| 광주우체국     | 광주광역시 동구 제봉로 211                | 광주광역시 동구 전 지역 광주광역시 남구 전 지역 |
| 서광주우체국   | 광주광역시 서구 월드컵4강로 109           | 광주광역시 서구 전 지역                         |
| 북광주우체국   | 광주광역시 북구 태봉로 15                 | 광주광역시 북구 전 지역                         |
| 광주광산우체국 | 광주광역시 광산구 사암로171번길 32        | 광주광역시 광산구 전 지역                       |
| 목포우체국     | 전라남도 목포시 영산로 288                | 전라남도 목포시 전 지역 전라남도 신안군 전 지역 |
| 여수우체국     | 전라남도 여수시 흥국로 24                 | 전라남도 여수시 전 지역                         |
| 순천우체국     | 전라남도 순천시 하대석길 9                | 전라남도 순천시 전 지역                         |
| 나주우체국     | 전라남도 나주시 시청길 18                 | 전라남도 나주시 전 지역                         |
| 광양우체국     | 전라남도 광양시 시청로 47                 | 전라남도 광양시 전 지역                         |
| 담양우체국     | 전라남도 담양군 담양읍 추성로 1328        | 전라남도 담양군 전 지역                         |
| 곡성우체국     | 전라남도 곡성군 곡성읍 군청로 27          | 전라남도 곡성군 전 지역                         |
| 구례우체국     | 전라남도 구례군 구례읍 북교길 8           | 전라남도 구례군 전 지역                         |
| 고흥우체국     | 전라남도 고흥군 고흥읍 봉황길 5           | 전라남도 고흥군 전 지역                         |
| 보성우체국     | 전라남도 보성군 보성읍 동산길 9           | 전라남도 보성군 전 지역                         |
| 화순우체국     | 전라남도 화순군 화순읍 중앙로 85          | 전라남도 화순군 전 지역                         |
| 장흥우체국     | 전라남도 장흥군 장흥읍 장흥로 15          | 전라남도 장흥군 전 지역                         |
| 강진우체국     | 전라남도 강진군 강진읍 남문길 7           | 전라남도 강진군 전 지역                         |
| 해남우체국     | 전라남도 해남군 해남읍 중앙1로 70         | 전라남도 해남군 전 지역                         |
| 영암우체국     | 전라남도 영암군 영암읍 남문로 13          | 전라남도 영암군 전 지역                         |
| 무안우체국     | 전라남도 무안군 무안읍 무안로 489         | 전라남도 무안군 전 지역                         |
| 함평우체국     | 전라남도 함평군 함평읍 광남길 66          | 전라남도 함평군 전 지역                         |
| 영광우체국     | 전라남도 영광군 영광읍 중앙로 200         | 전라남도 영광군 전 지역                         |
| 장성우체국     | 전라남도 장성군 장성읍 영천로 152         | 전라남도 장성군 전 지역                         |
| 완도우체국     | 전라남도 완도군 완도읍 청해진남로23번길 3 | 전라남도 완도군 전 지역                         |
| 진도우체국     | 전라남도 진도군 진도읍 남동1길 63         | 전라남도 진도군 전 지역                         |

### 전북지방우정청
| 우체국       | 주소                                      | 관할 구역                            |
| ------------ | ----------------------------------------- | ------------------------------------ |
| 전주우체국   | 전북특별자치도 전주시 완산구 서원로 99    | 전북특별자치도 전주시 완산구 전 지역 |
| 동전주우체국 | 전북특별자치도 전주시 덕진구 백제대로 714 | 전북특별자치도 전주시 덕진구 전 지역 |
| 군산우체국   | 전북특별자치도 군산시 우체통거리1길 20    | 전북특별자치도 군산시 전 지역        |
| 익산우체국   | 전북특별자치도 익산시 배산로 171          | 전북특별자치도 익산시 전 지역        |
| 정읍우체국   | 전북특별자치도 정읍시 중앙로 119          | 전북특별자치도 정읍시 전 지역        |
| 남원우체국   | 전북특별자치도 남원시 광한북로 66         | 전북특별자치도 남원시 전 지역        |
| 김제우체국   | 전북특별자치도 김제시 중앙로 85           | 전북특별자치도 김제시 전 지역        |
| 완주우체국   | 전북특별자치도 완주군 삼례읍 삼봉로 19    | 전북특별자치도 완주군 전 지역        |
| 진안우체국   | 전북특별자치도 진안군 진안읍 진무로 1114  | 전북특별자치도 진안군 전 지역        |
| 무주우체국   | 전북특별자치도 무주군 무주읍 주계로 100   | 전북특별자치도 무주군 전 지역        |
| 장수우체국   | 전북특별자치도 장수군 장수읍 싸리재로 5   | 전북특별자치도 장수군 전 지역        |
| 임실우체국   | 전북특별자치도 임실군 임실읍 봉황8길 27   | 전북특별자치도 임실군 전 지역        |
| 순창우체국   | 전북특별자치도 순창군 순창읍 장류로 342   | 전북특별자치도 순창군 전 지역        |
| 고창우체국   | 전북특별자치도 고창군 고창읍 월곡1길 7    | 전북특별자치도 고창군 전 지역        |
| 부안우체국   | 전북특별자치도 부안군 부안읍 석정로 192   | 전북특별자치도 부안군 전 지역        |

### 부산지방우정청
| 우체국         | 주소                                    | 관할 구역                                                              |
| -------------- | --------------------------------------- | ---------------------------------------------------------------------- |
| 부산우체국     | 부산광역시 중구 중앙대로 63             | 부산광역시 중구 전 지역 부산광역시 서구 전 지역                        |
| 동부산우체국   | 부산광역시 동구 조방로 15               | 부산광역시 동구 전 지역                                                |
| 부산영도우체국 | 부산광역시 영도구 태종로 89             | 부산광역시 영도구 전 지역                                              |
| 부산진우체국   | 부산광역시 부산진구 서면문화로14        | 부산광역시 부산진구 전 지역                                            |
| 동래우체국     | 부산광역시 동래구 명륜로 169            | 부산광역시 동래구 전 지역                                              |
| 남부산우체국   | 부산광역시 수영구 수영로 448            | 부산광역시 남구 전 지역 부산광역시 수영구 전 지역                      |
| 북부산우체국   | 부산광역시 북구 화명신도시로 89         | 부산광역시 북구 전 지역                                                |
| 해운대우체국   | 부산광역시 해운대구 반송로 523          | 부산광역시 해운대구 전 지역                                            |
| 부산사하우체국 | 부산광역시 사하구 낙동대로 346          | 부산광역시 사하구 전 지역                                              |
| 부산금정우체국 | 부산광역시 금정구 중앙대로1793번길 20   | 부산광역시 금정구 전 지역                                              |
| 부산강서우체국 | 부산광역시 강서구 대저로63번길 49       | 부산광역시 강서구 전 지역                                              |
| 부산연제우체국 | 부산광역시 연제구 법원북로 33           | 부산광역시 연제구 전 지역                                              |
| 부산사상우체국 | 부산광역시 사상구 사상로 165            | 부산광역시 사상구 전 지역                                              |
| 기장우체국     | 부산광역시 기장군 기장읍 대변로 1       | 부산광역시 기장군 전 지역                                              |
| 창원우체국     | 경상남도 창원시 성산구 상남로 57        | 경상남도 창원시 의창구 전 지역 경상남도 창원시 성산구 전 지역          |
| 마산합포우체국 | 경상남도 창원시 마산합포구 3.15대로 148 | 경상남도 창원시 마산합포구 전 지역                                     |
| 마산우체국     | 경상남도 창원시 마산회원구 3.15대로 639 | 경상남도 창원시 마산회원구 전 지역                                     |
| 진해우체국     | 경상남도 창원시 진해구 백구로 40        | 경상남도 창원시 진해구 전 지역                                         |
| 진주우체국     | 경상남도 진주시 비봉로24번길 15         | 경상남도 진주시 전 지역                                                |
| 통영우체국     | 경상남도 통영시 중앙로 325              | 경상남도 통영시 전 지역                                                |
| 사천우체국     | 경상남도 사천시 사천읍 진삼로 1484      | 경상남도 사천시 전 지역                                                |
| 김해우체국     | 경상남도 김해시 전하로176번길 83        | 경상남도 김해시 전 지역                                                |
| 밀양우체국     | 경상남도 밀양시 중앙로 84               | 경상남도 밀양시 전 지역                                                |
| 거제우체국     | 경상남도 거제시 거제중앙로17길 19       | 경상남도 거제시 전 지역                                                |
| 양산우체국     | 경상남도 양산시 중앙로 252              | 경상남도 양산시 전 지역                                                |
| 의령우체국     | 경상남도 의령군 의령읍 충익로 21        | 경상남도 의령군 전 지역                                                |
| 함안우체국     | 경상남도 함안군 가야읍 함안대로 523     | 경상남도 함안군 전 지역                                                |
| 창녕우체국     | 경상남도 창녕군 창녕읍 화왕산1로 41     | 경상남도 창녕군 전 지역                                                |
| 고성우체국     | 경상남도 고성군 고성읍 중앙로25번길 30  | 경상남도 고성군 전 지역                                                |
| 남해우체국     | 경상남도 남해군 남해읍 화전로78번길 6   | 경상남도 남해군 전 지역                                                |
| 하동우체국     | 경상남도 하동군 하동읍 중앙로 40        | 경상남도 하동군 전 지역                                                |
| 산청우체국     | 경상남도 산청군 산청읍 덕계로 7         | 경상남도 산청군 전 지역                                                |
| 함양우체국     | 경상남도 함양군 함양읍 학사루길 1       | 경상남도 함양군 전 지역                                                |
| 거창우체국     | 경상남도 거창군 거창읍 중앙로 89        | 경상남도 거창군 전 지역                                                |
| 합천우체국     | 경상남도 합천군 합천읍 동서로 56        | 경상남도 합천군 전 지역                                                |
| 울산우체국     | 울산광역시 중구 구교로 77               | 울산광역시 중구 전 지역 울산광역시 북구 전 지역 울산광역시 울주군 북부 |
| 남울산우체국   | 울산광역시 남구 왕생로 142              | 울산광역시 남구 전 지역 울산광역시 울주군 남부                         |
| 동울산우체국   | 울산광역시 동구 방어진순환도로 779      | 울산광역시 동구 전 지역                                                |

### 경북지방우정청
| 우체국         | 주소                                   | 관할 구역                                          |
| -------------- | -------------------------------------- | -------------------------------------------------- |
| 대구우체국     | 대구광역시 중구 경상감영길 80          | 대구광역시 중구 전 지역 대구광역시 남구 전 지역    |
| 동대구우체국   | 대구광역시 동구 동촌로 1               | 대구광역시 동구 전 지역                            |
| 서대구우체국   | 대구광역시 서구 서대구로 97            | 대구광역시 서구 전 지역                            |
| 북대구우체국   | 대구광역시 북구 구암로65길 38          | 대구광역시 북구 전 지역                            |
| 대구수성우체국 | 대구광역시 수성구 달구벌대로 2320      | 대구광역시 수성구 전 지역 대구광역시 달성군 가창면 |
| 대구달서우체국 | 대구광역시 달서구 학산로 65            | 대구광역시 달서구 전 지역 대구광역시 달성군 서부   |
| 달성우체국     | 대구광역시 달성군 현풍읍 비슬로130길 7 | 대구광역시 달성군 중부                             |
| 군위우체국     | 대구광역시 군위군 군위읍 중앙길 82     | 대구광역시 군위군 전 지역                          |
| 포항우체국     | 경상북도 포항시 남구 중흥로 66         | 경상북도 포항시 전 지역                            |
| 경주우체국     | 경상북도 경주시 화랑로 136             | 경상북도 경주시 전 지역                            |
| 김천우체국     | 경상북도 김천시 중앙시장3길 22         | 경상북도 김천시 전 지역                            |
| 안동우체국     | 경상북도 안동시 경동로 560             | 경상북도 안동시 전 지역                            |
| 구미우체국     | 경상북도 구미시 송원서로 6             | 경상북도 구미시 전 지역                            |
| 영주우체국     | 경상북도 영주시 중앙로 49              | 경상북도 영주시 전 지역                            |
| 영천우체국     | 경상북도 영천시 완산로 11              | 경상북도 영천시 전 지역                            |
| 상주우체국     | 경상북도 상주시 중앙로 227             | 경상북도 상주시 전 지역                            |
| 문경우체국     | 경상북도 문경시 중앙8길 11             | 경상북도 문경시 전 지역                            |
| 경산우체국     | 경상북도 경산시 백자로 130             | 경상북도 경산시 전 지역                            |
| 의성우체국     | 경상북도 의성군 의성읍 중앙길 60       | 경상북도 의성군 전 지역                            |
| 청송우체국     | 경상북도 청송군 청송읍 중앙로 249-8    | 경상북도 청송군 전 지역                            |
| 영양우체국     | 경상북도 영양군 영양읍 중앙로 90       | 경상북도 영양군 전 지역                            |
| 영덕우체국     | 경상북도 영덕군 영덕읍 덕곡길 90       | 경상북도 영덕군 전 지역                            |
| 청도우체국     | 경상북도 청도군 청도읍 고수뒷길 52     | 경상북도 청도군 전 지역                            |
| 고령우체국     | 경상북도 고령군 대가야읍 중앙로 1-1    | 경상북도 고령군 전 지역                            |
| 성주우체국     | 경상북도 성주군 성주읍 성주로 3210     | 경상북도 성주군 전 지역                            |
| 칠곡우체국     | 경상북도 칠곡군 왜관읍 2번도로길 86    | 경상북도 칠곡군 전 지역                            |
| 예천우체국     | 경상북도 예천군 예천읍 군청길 27       | 경상북도 예천군 전 지역                            |
| 봉화우체국     | 경상북도 봉화군 봉화읍 봉화로 1158     | 경상북도 봉화군 전 지역                            |
| 울진우체국     | 경상북도 울진군 울진읍 연호로 19       | 경상북도 울진군 전 지역                            |
| 울릉우체국     | 경상북도 울릉군 울릉읍 도동2길 80      | 경상북도 울릉군 전 지역                            |

### 강원지방우정청
| 우체국     | 주소                                          | 관할 구역                                                   |
| ---------- | --------------------------------------------- | ----------------------------------------------------------- |
| 춘천우체국 | 강원특별자치도 춘천시 방송길 108              | 강원특별자치도 춘천시 전 지역                               |
| 원주우체국 | 강원특별자치도 원주시 서원대로 412            | 강원특별자치도 원주시 전 지역                               |
| 강릉우체국 | 강원특별자치도 강릉시 강릉대로 326            | 강원특별자치도 강릉시 전 지역                               |
| 동해우체국 | 강원특별자치도 동해시 천곡로 92               | 강원특별자치도 동해시 전 지역                               |
| 태백우체국 | 강원특별자치도 태백시 황지로 132              | 강원특별자치도 태백시 전 지역                               |
| 속초우체국 | 강원특별자치도 속초시 중앙로 175              | 강원특별자치도 속초시 전 지역 강원특별자치도 고성군 전 지역 |
| 삼척우체국 | 강원특별자치도 삼척시 진주로 36               | 강원특별자치도 삼척시 전 지역                               |
| 홍천우체국 | 강원특별자치도 홍천군 홍천읍 홍천로 368       | 강원특별자치도 홍천군 전 지역                               |
| 횡성우체국 | 강원특별자치도 횡성군 횡성읍 중앙로 7         | 강원특별자치도 횡성군 전 지역                               |
| 영월우체국 | 강원특별자치도 영월군 영월읍 단종로33번길 20  | 강원특별자치도 영월군 전 지역                               |
| 평창우체국 | 강원특별자치도 평창군 평창읍 평창중앙로 66    | 강원특별자치도 평창군 전 지역                               |
| 정선우체국 | 강원특별자치도 정선군 정선읍 비봉로 25        | 강원특별자치도 정선군 전 지역                               |
| 철원우체국 | 강원특별자치도 철원군 갈말읍 삼부연로 25      | 강원특별자치도 철원군 전 지역                               |
| 화천우체국 | 강원특별자치도 화천군 화천읍 중앙로 29        | 강원특별자치도 화천군 전 지역                               |
| 양구우체국 | 강원특별자치도 양구군 양구읍 관공서로 26      | 강원특별자치도 양구군 전 지역                               |
| 인제우체국 | 강원특별자치도 인제군 인제읍 인제로193번길 10 | 강원특별자치도 인제군 전 지역                               |
| 양양우체국 | 강원특별자치도 양양군 양양읍 남문로 32        | 강원특별자치도 양양군 전 지역                               |

### 제주지방우정청
| 우체국       | 주소                              | 관할 구역                       |
| ------------ | --------------------------------- | ------------------------------- |
| 제주우체국   | 제주특별자치도 제주시 관덕로 33   | 제주특별자치도 제주시 전 지역   |
| 서귀포우체국 | 제주특별자치도 서귀포시 신중로 34 | 제주특별자치도 서귀포시 전 지역 |

## 우편집중국
| 우편집중국       | 주소                                     | 피산하 우정청  | 관할 구역                                                            |
| ---------------- | ---------------------------------------- | -------------- | -------------------------------------------------------------------- |
| 동서울우편집중국 | 서울특별시 광진구 자양로 76              | 서울지방우정청 | 서울특별시 동부 경기도 동부                                          |
| 수원우편집중국   | 경기도 수원시 영통구 청명남로 57         | 경인지방우정청 | 경기도 남부                                                          |
| 성남우편집중국   | 경기도 성남시 분당구 성남대로 57         | 경인지방우정청 | 경기도 남동부                                                        |
| 의정부우편집중국 | 경기도 의정부시 산단로98번길 65          | 경인지방우정청 | 서울특별시 북부 경기도 북동부 강원특별자치도 철원군                  |
| 안양우편집중국   | 경기도 안양시 동안구 평촌대로 212        | 경인지방우정청 | 서울특별시 남서부 경기도 중앙                                        |
| 부천우편집중국   | 경기도 부천시 오정구 오정로 211번길 40   | 경인지방우정청 | 서울특별시 서부 경기도 서부 인천광역시 전 지역                       |
| 고양우편집중국   | 경기도 고양시 일산동구 호수로 366        | 경인지방우정청 | 서울특별시 북서부 경기도 북서부                                      |
| 대전우편집중국   | 충청남도 계룡시 두마면 사계로 184        | 충청지방우정청 | 대전광역시 전 지역 충청남도 남부 충청북도 남부 전북특별자치도 무주군 |
| 천안우편집중국   | 충청남도 천안시 서북구 백석3로 105       | 충청지방우정청 | 충청남도 북부                                                        |
| 청주우편집중국   | 충청북도 청주시 서원구 수곡로 106        | 충청지방우정청 | 세종특별자치시 전 지역, 충청북도 중앙                                |
| 광주우편집중국   | 광주광역시 광산구 앰코로 11              | 전남지방우정청 | 광주광역시 전 지역 전라남도 중앙                                     |
| 영암우편집중국   | 전라남도 영암군 삼호읍 대불주거1로 124   | 전남지방우정청 | 전라남도 남서부                                                      |
| 전주우편집중국   | 전북특별자치도 완주군 봉동읍 둔산3로 102 | 전북지방우정청 | 무주군을 제외한 전북특별자치도 전 지역                               |
| 부산우편집중국   | 부산광역시 강서구 대저로49번길 22        | 부산지방우정청 | 부산광역시 중서부 경상남도 동부                                      |
| 창원우편집중국   | 경상남도 창원시 성산구 적현로 311        | 부산지방우정청 | 경상남도 중앙                                                        |
| 진주우편집중국   | 경상남도 진주시 금산면 중천로 25         | 부산지방우정청 | 경상남도 서부                                                        |
| 울산우편집중국   | 울산광역시 북구 진장유통로 34            | 부산지방우정청 | 부산광역시 동부 경상남도 양산시 울산광역시 전 지역                   |
| 대구우편집중국   | 대구광역시 북구 유통단지로 115           | 경북지방우정청 | 대구광역시 전 지역 경상북도 남부                                     |
| 포항우편집중국   | 경상북도 포항시 북구 흥해읍 새마을로 379 | 경북지방우정청 | 경상북도 동부                                                        |
| 안동우편집중국   | 경상북도 안동시 축제장길 262             | 경북지방우정청 | 경상북도 북부                                                        |
| 원주우편집중국   | 강원특별자치도 원주시 이화1길 27         | 강원지방우정청 | 경기도 여주시 강원특별자치도 서부 충청북도 동부                      |
| 강릉우편집중국   | 강원특별자치도 강릉시 하슬라로 114       | 강원지방우정청 | 강원특별자치도 동부                                                  |
| 제주우편집중국   | 제주특별자치도 제주시 1100로 3307        | 제주지방우정청 | 제주특별자치도 전 지역                                               |